# Recorder (musikalbum)
Recorder är Him Kerosenes debutalbum, utgivet 1995 på Ampersand Records. Skivan är den enda inspelningen med bandet där Kristofer Åström och Pelle Gunnerfeldt medverkar. The Bear Quartet-medlemmarna Mattias Alkberg och Johan Forsling bidrog med text och musik på vissa låtar.

## Låtlista[1]
1. "Fish Before Boy" – 2:17
2. "Slapped" – 2:48
3. "Bottom of It" 1:52
4. "Sunday Store" – 3:44
5. "Pusher" – 2:30
6. "Fictioniam" – 2:54
7. "Toss" – 2:49
8. "Robot" – 1:10
9. "Monday Morn" – 2:38
10. "Happy Camper" – 2:46
11. "Fransisco" – 2:12
12. "Recorder" – 1:15
13. "Big Sand" – 2:33
14. "Untitled" – 3:29

## Musiker[1]
- Kristofer Åström
- Pelle Gunnerfeldt
- Niklas Quintana
- Nils Renberg